# Kościół Najświętszej Maryi Panny w Kortrijk
Artykuł ten został zgłoszony do umieszczenia na stronie głównej w rubryce „Czy wiesz”.
Pomóż nam go sprawdzić: oceń zgłoszoną nominację.
Kościół Najświętszej Maryi Panny (nid. Onze-Lieve-Vrouwekerk) – gotycka świątynia rzymskokatolicka znajdująca się w belgijskim mieście Kortrijk. Od 2022 siedziba muzeum historycznego Kortrijk 1302 zajmującego się bitwą pod Courtrai.

## Historia
Kościół wzniesiono na przełomie XII i XIII wieku na terenie zamku hrabiego Baldwina IX, z zamiarem utworzenia przy nim kapituły. Składał się wówczas jedynie z prezbiterium, transept i korpus nawowy dobudowano w trzecim kwartale XIII wieku. W latach 1300–1301 kolegiata, znajdująca się już na terenie francuskiej warowni, została przebudowana – wzniesiono wówczas nowe prezbiterium z obejściem i wieńcem kaplic. Między 1370 a 1372 rokiem rozebrano południową kaplicę i rozpoczęto budowę kaplicy hrabiowskiej pw. św. Katarzyny.
W 1382 kościół został podpalony przez Bretonów po bitwie pod Roosebeke. W 1410 rozpoczęto odbudowę, a w latach 1418–1421 wzniesiono kaplicę Matki Bożej na północ od prezbiterium. W 1578 świątynia została splądrowana przez kalwinistów. W 1731 wymieniono posadzkę w prezbiterium, a w 1773 jego ściany przykryto marmurową okładziną. W 1791 dobudowano zakrystię.
W 1797 kapituła działająca przy świątyni została zlikwidowana, a była kolegiata została kościołem parafialnym. W 1900 zdjęto część marmurów z wewnętrznych ścian kościoła, pozostawiając je jedynie w absydzie, a w 1905 lub 1907 odrestaurowano fasadę.
Podczas bombardowania z 1944 roku prezbiterium, północne ramię transeptu i kaplica Matki Bożej. W 1949 rozpoczęto odbudowę, prace rekonstrukcyjne trwały do 1966 roku. W 1998 odrestaurowano prezbiterium. W 2022 kościół został siedzibą wystawy stałej muzeum historycznego Kortrijk 1302 zajmującego się bitwą pod Courtrai, od tej pory służy on jako sala projekcji multimedialnych, zachowując zarazem funkcję sakralną.

## Architektura i wyposażenie
Świątynia gotycka, trójnawowa, o układzie bazylikowym. Korpus nawowy ma długość jedynie dwóch przęseł, przez co transept znajduje się stosunkowo blisko fasady. Budulcem jest wapień, piaskowiec i miejscowo cegła, a dachy wykonano z łupka. Kościół przykrywają sklepienia krzyżowo-żebrowe. Wnętrze zdobi alabastrowa figura św. Katarzyny autorstwa André Beauneveu, obrazy Zwiastowania NMP i Nawiedzenia NMP pędzla Caspara de Crayera oraz obraz Podwyższenia Krzyża Świętego przypisywany Antoonowi van Dyckowi. Stalle w prezbiterium pochodzą z 1773 roku. Ściany kaplicy hrabiowskiej (Gravenkapel) dekoruje 51 nisz z płaskorzeźbami przedstawiającymi flamandzkich hrabiów. Od zachodu kaplicę doświetla rozeta. Organy wykonał w latach 1891–1892 Pierre Schyven, zainstalowano je w zachowanym prospekcie z 1771 roku. Przebudowano je w 1930 roku i wyremontowano po zniszczeniach wojennych w 1959 roku.

## Galeria

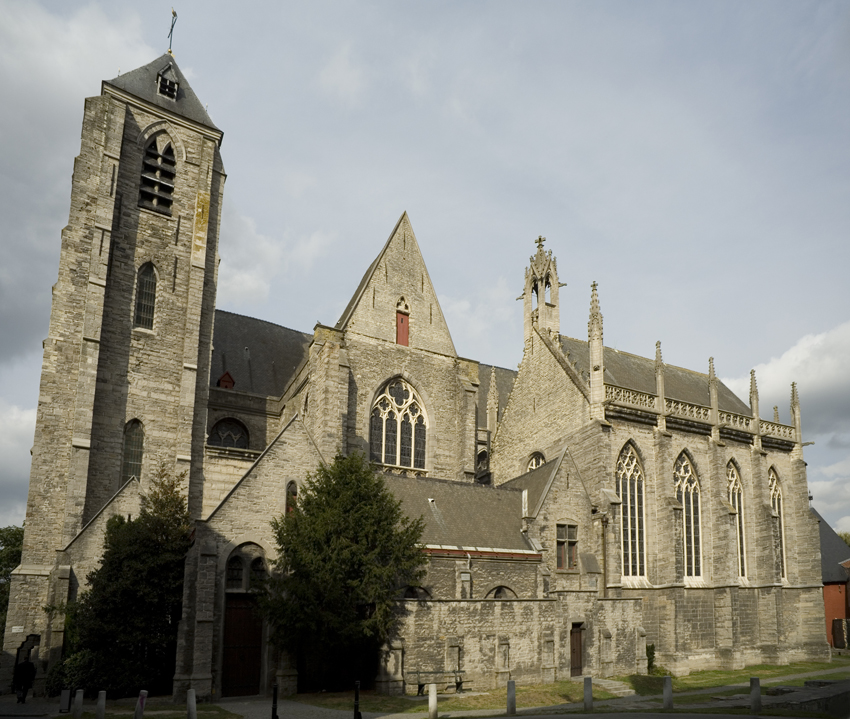
Widok z południa
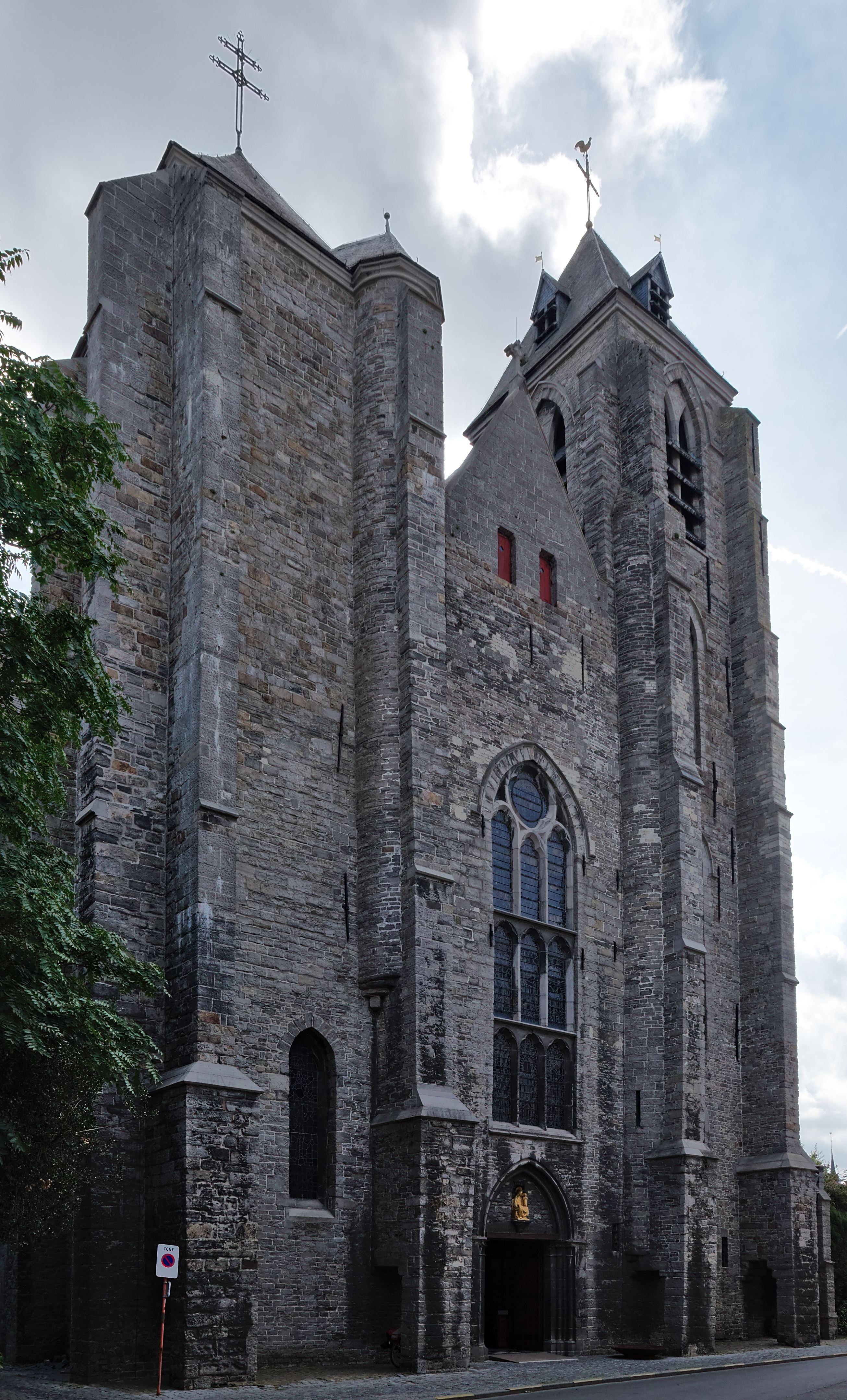
Fasada
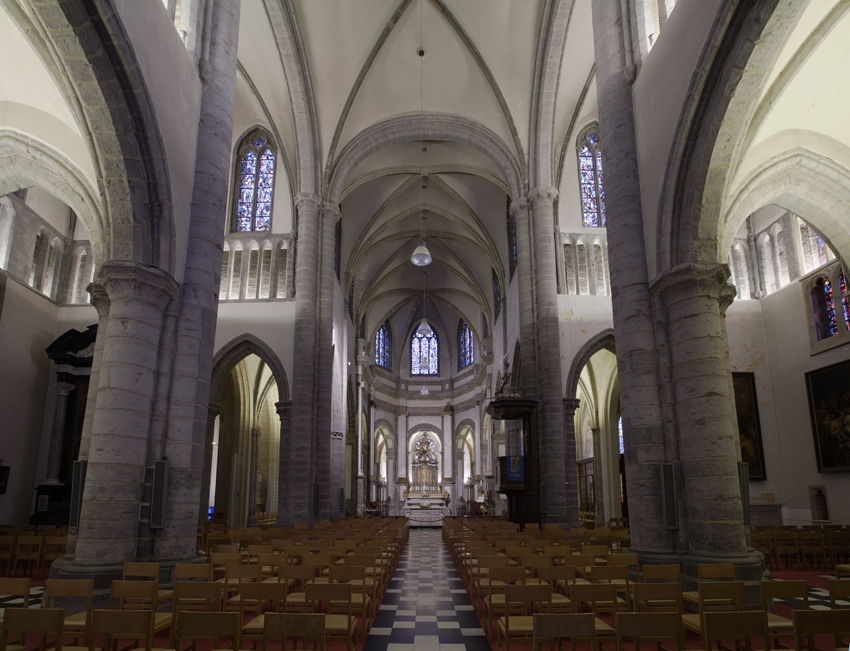
Wnętrze
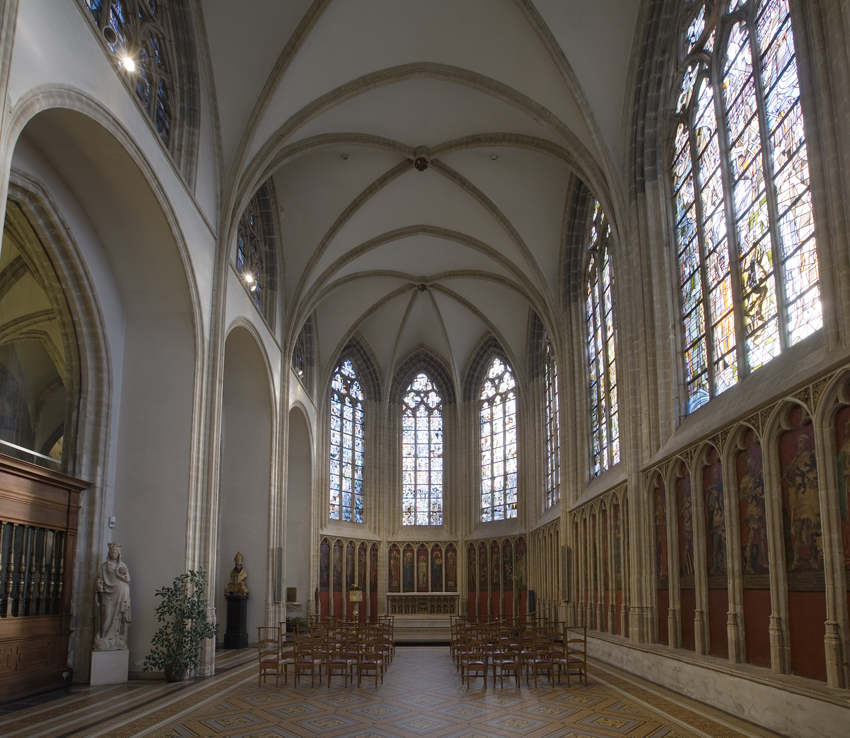
Gravenkapel
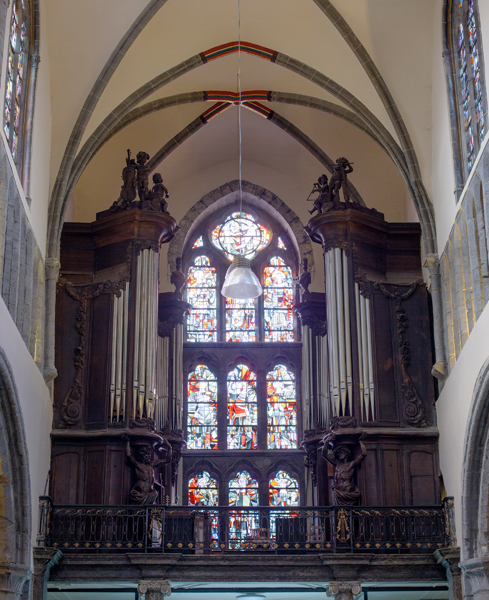
Organy
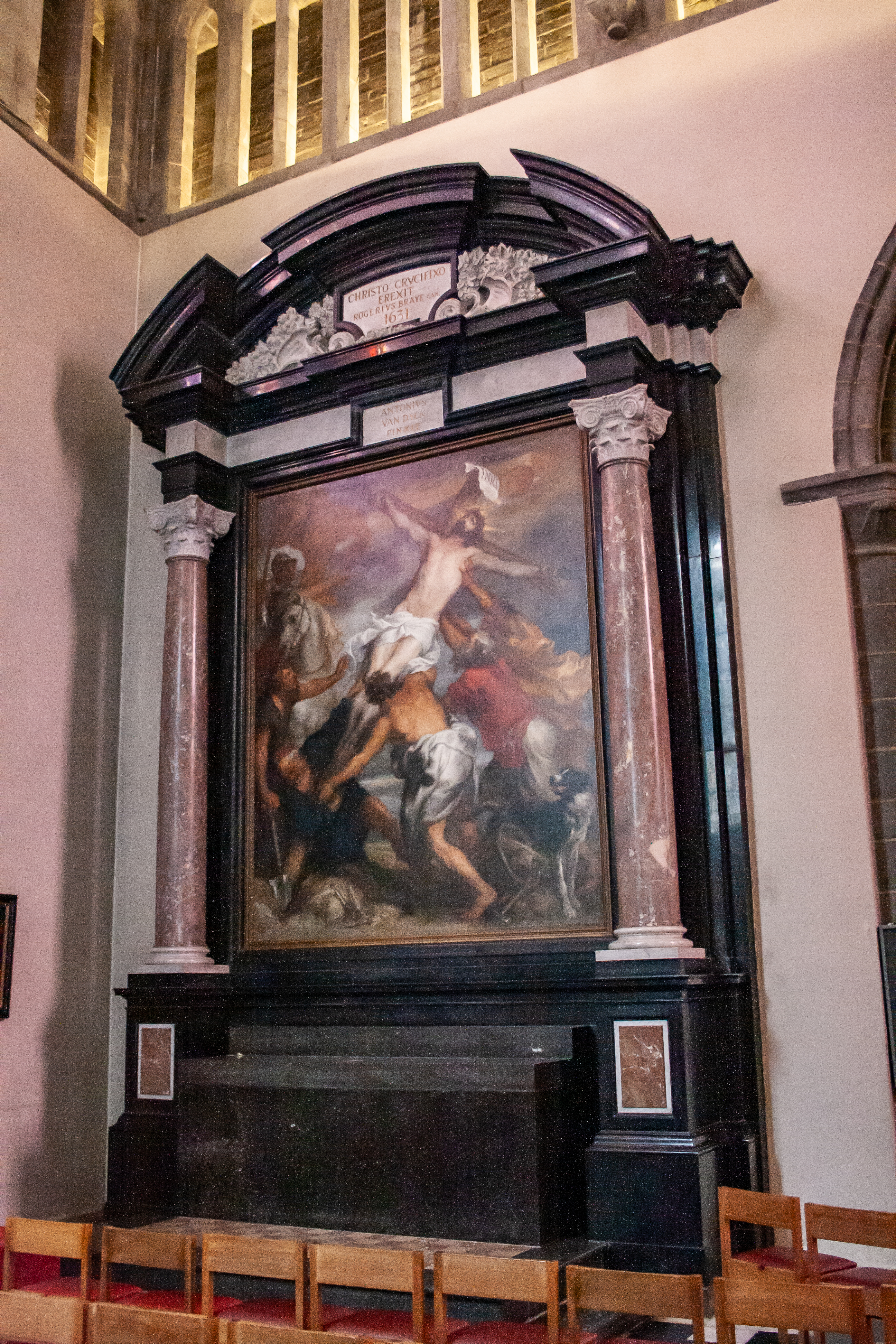
Ołtarz Podwyższenia Krzyża Świętego z obrazem Antoona van Dycka